# 吐火罗叶护政权
吐火罗叶护政权是一个突厥人在今阿富汗境内北部建立的政权，其首领称“叶护”，约建立于公元619年。叶护政权君主是西突厥可汗的后代，占据了中国古称“吐火羅”的地区，与唐朝有着频繁的交流。叶护政权初期是西突厥的附庸，西突厥灭亡后，其叶护被唐高宗册封为月氏都督府都督，也曾帮助过萨珊波斯残余势力。7世纪后期以后，吐火罗地区遭到阿拉伯帝国的数次进攻，叶护政权衰弱，但一直生存到公元758年以后，安史之乱时曾派兵助唐，最后被阿拔斯王朝攻灭。

## 突厥人进入吐火罗

### 击灭嚈哒
437年左右，游牧的嚈哒人进占吐火罗，但仍过着游牧生活，保留了原有的诸小国，仅要求它们臣服、纳贡，后又与萨珊波斯发生了长期的战争，最后被波斯、突厥联合消灭。
突厥汗国的室点密可汗在公元557-565年间，与萨珊波斯联手毁灭了嚈哒（白匈奴，中文史料又作悒達），获得了阿姆河（古称乌浒水）以北的土地，即所谓河中地区或索格底亚那地区；而萨珊波斯获得了阿姆河以南的地区——支汗那、信德、阿拉霍西亚、吐火罗斯坦、漕矩吒、迦毕试等地，这些地区的君主们成为萨珊波斯的附庸，也有一些嚈哒人小国成为附庸，它们是旧嚈哒帝国的残余。在此之后的数十年里，阿姆河成为双方之间的一条不稳定的边界线，但突厥人也曾唆使当地势力袭扰波斯边境。

### 与波斯争夺吐火罗地区

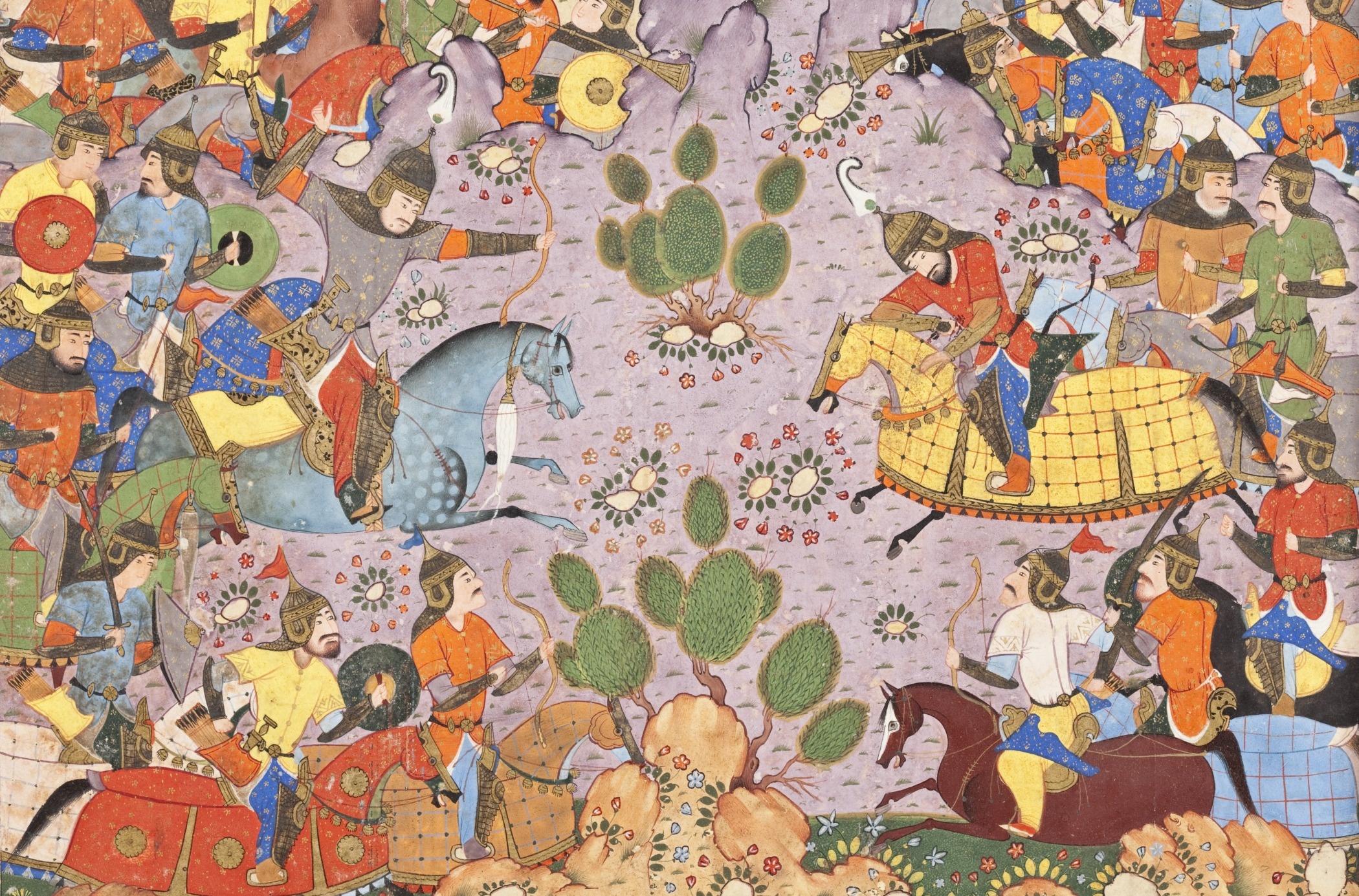
巴赫拉姆·楚宾（左）与突厥可汗（右）战斗

569-570年间，突厥人趁萨珊波斯与拜占庭帝国开战时出兵，征服了阿姆河南岸原来臣服于波斯的诸国。570年，他们可能进军到喀布尔、犍陀罗一带。原来的波斯附庸又成为了突厥人的附庸，艾肯匈人则继续统治喀布尔和犍陀罗。但突厥人这次的占领没有持续多长时间，嚈哒诸国想要恢复独立，他们与萨珊波斯联合，于581或582年发动叛乱对抗突厥的达头可汗，此事亦见于《隋书》记载的隋文帝诏书中，原文“达头前攻酒泉，其后于阗、波斯、挹怛三国一时即叛”。
另外，内田吟风认为突厥人首次越过阿姆河发生在568年之前，或是在582年。
588-589年，突厥可汗阿史那处罗侯（莫何可汗）对萨珊波斯发起了进攻，这就是第一次波斯-突厥战争。突厥军越过阿姆河南下，击败了驻扎在缚喝（今巴尔赫）的波斯军队，然后攻下了塔卢坎、巴德吉斯、赫拉特等城。但突厥军队被波斯名将巴赫拉姆·楚宾打败，波斯军在他的带领下越过阿姆河，莫何可汗战死。此说法见于波斯史料，《隋书》记载莫何可汗西征中流矢而死，岑仲勉认为莫何可汗就是死在这场战争中。
另据亚美尼亚史家塞贝俄斯记载，波斯王库斯老二世曾于597-598年间曾派将领西恩巴特·巴格拉提德（Smbat Bagratuni）进攻吐火罗地区的嚈哒诸国，他们向突厥求援，突厥派30万大军打败了波斯军。之后，吐火罗地区便基本服从突厥汗国，双方的边界维持在木鹿-梅尔维鲁德（merw-er-roud）一带。

## 唐初的吐火罗叶护政权

### 建立统治
突厥人初步控制吐火罗地区后，保留了原有的诸邦国。625年左右，统叶护可汗攻入吐火罗，嚈哒诸邦投降。他率军直抵印度河，控制了这一区域所有的小国，接着任命突厥人去统治这些小邦，取代原来的嚈哒统治层。他的进攻如此顺利，部分也是因为萨珊波斯忙于与拜占庭帝国的战事。  
关于接下来一段时间吐火罗的情况，主要资料来自玄奘的《大唐西域记》及其弟子的《大慈恩寺三藏法师传》，玄奘于629年启程，从长安前往印度，于630年左右到达吐火罗一带。  
出鐵門至覩貨邏國〈舊曰吐火羅國，訛也。〉故地，南北千餘里，東西三千餘里，東扼葱嶺，西接波剌斯，南大雪山，北據鐵門。縛芻大河中境西流。自數百年王族絕嗣，酋豪力競，各擅君長，依川據險，分爲二十七國。雖畫野區分，總役屬突厥。——《大唐西域记·卷一》
活国，睹货逻国故地也，周二千馀里。国大都城周二十馀里。无别君长，役属突厥。……多信三宝，少事诸神。……其王突厥也，管铁门已南诸小国，迁徙鸟居，不常其邑。——《大唐西域记·卷十二》
这里的活国，指的就是突厥人在吐火罗的统治中心阿缓城（今昆都士），“活”即为“吐火罗”的略称。记载指出，吐火罗全境诸小国都已从属突厥，而其统治者还保持着游牧式的生活方式，但居民仍以吐火罗人为主。
在被突厥人变为附庸前，骨咄和罽宾-犍陀罗一带还有一些嚈哒势力，包括一些艾肯匈人君主，如那离陀提阇。在罽宾-犍陀罗的最后一个王的铸币上，出现了公牛头图案，这可能是突厥宗主权的一种体现，公牛图案自599年达头可汗统一突厥以来就在使用。  

### 呾度設与沙钵罗
记载玄奘事迹的《大慈恩寺三藏法师传》提供了关于吐火罗地区最初的突厥统治者的信息：
自此數百里渡縛芻河，至活國，即葉護可汗長子呾度設所居之地，又是高昌王妹壻。高昌王有書至其所。比法師到，公主可賀敦已死，咀度設又病，聞法師從高昌來，又得書，與男女等嗚咽不能止。因請曰：“弟子見師目明，願少停息。若差，自送師到婆羅門國。”時更有一梵僧至，為誦咒，患得漸除。其後娶可賀敦，年少，受前兒囑，因藥以殺其夫。設既死，高昌公主男小，遂被前兒特勤篡立為設，仍妻後母。為逢喪故，淹留月餘。——《大慈恩寺三藏法師傳·卷二》
呾度设是吐火罗政权的第一任统治者，他的头衔是“设”而非叶护，玄奘的记载称他是统叶护可汗之长子。他的可贺敦是高昌国王麴伯雅之女，玄奘到访吐火罗时，为呾度设带来了他舅子高昌王麴文泰的信。呾度设随即被其前妻之子与新妻合谋毒死，前妻之子登位为设，此时大约发生于630年。
据出土钱币，有一吐火罗叶护名阿史那沙钵罗，他可能就是杀害父亲呾度设，夺取其权位之人。他统治时铸造的硬币呈萨珊波斯风格，王冠上还有带着两个翅膀的牛头图案，在其中一块硬币上有铭文，正面铭文拉丁转写为： šb’lk’ yyp MLK（补写为Išbara Jeb ˇ  šah，意为“沙钵罗叶护沙”），背面铭文转写为：pnˇcdh. h. wsp（意为15年，护时健，可能即“统治的第十五年铸造于护时健”）。如果说背面铭文就是这个意思的话，这枚硬币可能就铸造于约645年。这一统治者之名不见于中文史料，但《大慈恩寺三藏法师传》称玄奘642年返回中国途径吐火罗时，统治其地的是“叶护可汗之孙”，可能指的就是阿史那沙钵罗，而首个见于中文史料的叶护名为阿史那乌湿波，他于652年左右被唐朝册封为月氏都督。

### 附属西突厥汗国
吐火罗叶护政权始于统叶护可汗征服吐火罗后，命长子呾度设在此驻守，后便承袭，但其与西突厥汗国仍有紧密联系，薛居正认为吐火罗叶护是西突厥的附庸，或许相当于西突厥的“南面小可汗”，但这一政权似乎很快就开始与中央离心，成为独立政权，632年，在西突厥内战中战败的乙毗咄陆可汗逃奔吐火罗，一直在那里呆到647年，这一时期，吐火罗也开始独立向唐朝进贡。658年，西突厥沙钵罗可汗被俘，汗国灭亡，659年，与唐敌对的真珠叶护被杀，出于对阿拉伯帝国扩张的恐惧，吐火罗叶护阿史那乌湿波降唐，被封为月氏都督。

## 进入唐朝势力范围

### 月氏都督府

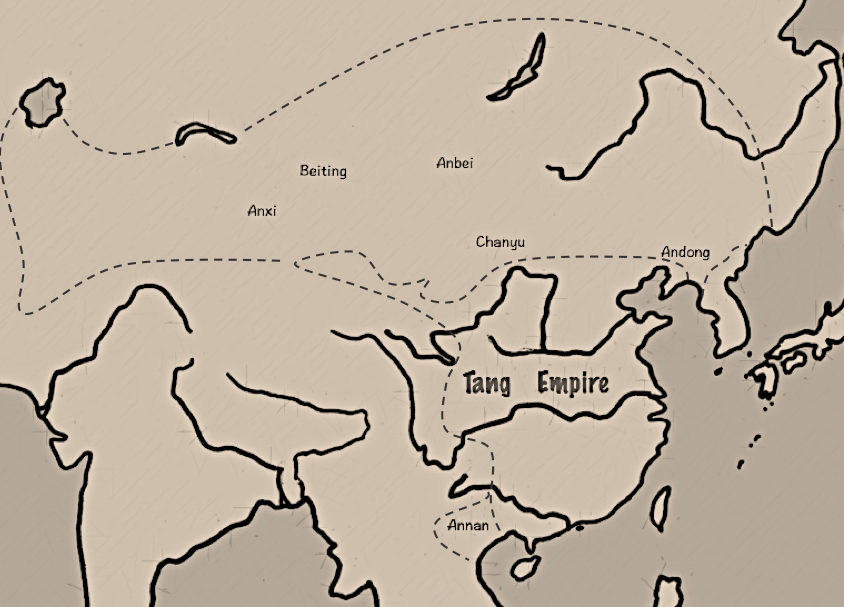
唐帝国的六大都护府

关于吐火罗叶护受封月氏都督的时间，有三种不同的说法，《册府元龟》中有永徽三年（652年）这种说法，但王欣与薛宗正都认为这种说法不可靠，当时西突厥尚未灭亡，唐朝鞭长莫及；《新唐书·西域传》载：“显庆中（656-661），以其阿缓城为月氏都督府，析小城为二十四州，授王阿史那都督。”，这应该是吐火罗叶护从属唐朝的开始，薛宗正认为此时间具体为显庆三年（658年），但王欣认为此说法可能也不准确，唐朝势力仍不足以到达吐火罗；另外，《新唐书·地理志》有如下说法：
龙朔元年（661年），以陇州南由令王名远为吐火罗道置州县使，自于阗以西，波斯以东，凡十六国，以其王都为都督府，以其属部为州县。凡州八十八，县百一十，军、府百二十六。——《新唐书·卷四十三下·志第三十三下 地理七下》
这次设置州县，使得吐火罗地区诸国成为唐朝的羁縻附属，唐朝从此直接与阿拉伯帝国接壤。这些都督府都属于安西大都护府，吐火罗叶护也是其中的一个都督，但薛宗正因吐火罗叶护的权势，怀疑月氏都督府可能曾被升为都护府。唐朝册封吐火罗诸国的意义，在于扶植他们对抗阿拉伯帝国，援助波斯残余势力。这些州府的设立，也标志着唐的西域开拓达到顶点。
| 都督府     | 国名       | 都督府       | 国名     | 都督府       | 国名     | 都督府       | 国名       |
| ---------- | ---------- | ------------ | -------- | ------------ | -------- | ------------ | ---------- |
| 月氏都督府 | 吐火罗叶护 | 高附都督府   | 骨咄施   | 奇沙州都督府 | 护时健国 | 至拔州都督府 | 俱密国     |
| 大汗都督府 | 嚈哒部落   | 修鲜都督府   | 罽宾国   | 姑墨州都督府 | 怛没国   | 鸟飞州都督府 | 护密多国   |
| 条支都督府 | 诃达罗支国 | 写凤都督府   | 帆延国   | 旅獒州都督府 | 乌拉喝国 | 王庭州都督府 | 久越得犍国 |
| 天马都督府 | 解苏国     | 悦般州都督府 | 石汗那国 | 昆墟州都督府 | 多勒健国 | 波斯都督府   | 波斯国     |

### 与阿拉伯帝国的早期冲突
据说阿拉伯将领阿卜杜拉·本·埃米尔于652–653年攻下吐火罗，占领缚喝，但一些学者对此表示怀疑，认为阿拉伯帝国攻占缚喝要到671年之后才发生。
在吐火罗叶护入唐的同时，阿拉伯帝国军队已基本灭亡萨珊波斯，658-661年间，已经推进至内沙布尔，萨珊王俾路斯在吐火罗叶护的帮助下，能够一定程度上控制锡斯坦。但阿拉伯帝国很快开始继续进攻，663年，吐火罗遣使唐朝，可能有求救之意，667年，阿拉伯将领莱比·本·齐亚德·哈里西曾进攻吐火罗，叶护与波斯势力战败，俾路斯逃亡唐朝，叶护可能战死；671-672年，拉比厄又占领了吐火罗重镇缚喝，70年代后期，唐朝在吐火罗地区的羁縻体制趋于崩坏，各国都恢复了自己的国名。7世纪80年代，随着唐对吐蕃、突厥的胜利以及阿拉伯帝国的内乱，诸国势力又有所恢复，波斯王泥涅师重返吐火罗，吐火罗叶护的势力退至以都城阿缓城（昆都士）为中心的下吐火罗地区。

## 衰亡

### 屈底波进攻吐火罗
705年，阿拉伯帝国的伊拉克-东方总督哈查吉·伊本·优素福任命他的年轻助手屈底波为呼罗珊总督，屈底波在任十年（705-715年），多次向中亚发起进攻，将阿拉伯帝国的东方征服推到了顶峰。屈底波上任以后，于706年开始攻打吐火罗叶护及其附属，当时的叶护阿史那都泥利无法抵抗，与其国相捺塞（nizak，音译尼查克）被迫投降，寓居吐火罗二十多年的有名无实的波斯王泥涅师逃回长安。
随后几年，屈底波进攻中亚，取得不少战果，捺塞被屈底波带在身边囚禁，709年秋，捺塞成功逃回吐火罗，起兵反抗阿拉伯人，得到了一些王公的支持，包括中亚的康国也重新开始反抗敌军，但吐火罗叶护不愿反抗，于是捺塞将其囚禁。随后，屈底波派遣弟弟阿卜杜拉赫曼率1.2万军队前往缚喝平乱，随后亲自前往，很快打败了叛军，于710年抓获并处死了捺塞，吐火罗叶护则被送往倭马亚王朝首都大马士革，任命弟弟阿卜杜拉赫曼为缚喝长官，这也标志着吐火罗西部并入阿拉伯帝国，吐火罗叶护领地也进入其势力范围，但当地的王公仍被保留，吐火罗叶护政权仍然存在。711年，屈底波又进攻南边吐火罗名义上的附属谢䫻，但收效不大，罽宾、谢䫻仍保持相对独立的状态。

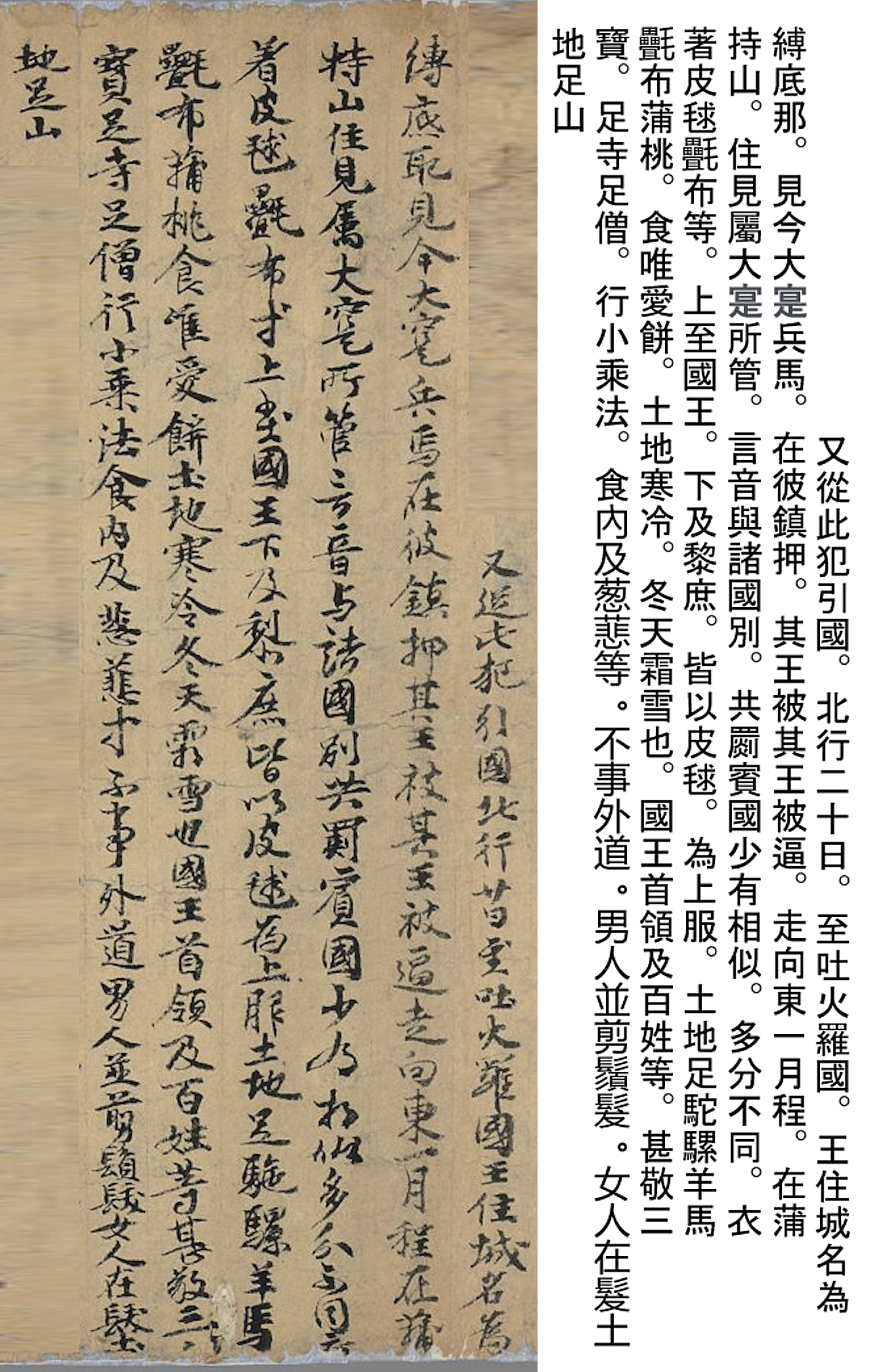
《往五天竺国传》有关吐火罗记载

约726年，前往印度的新罗僧人慧超途径吐火罗，在著作《往五天竺国传》中，他留下了一段对吐火罗现状的记载：
又从此犯引国，北行二十日，至吐火罗国。王住城名为缚底那，见今大寔兵马在彼镇押。其王被逼，走向东一月程，在蒲特山住。见属大寔所管，言音与诸国别，共罽宾国少有相似。……国王首领及百姓等，甚敬三宝，足寺足僧，行小乘法，食肉及葱蕜等，不事外道。——《往五天竺国传》，约726年
这一“吐火罗王”可能就是吐火罗叶护，也可能是缚喝的一位当地王公，“蒲特山”即今巴达赫尚一带。不管怎样，吐火罗叶护权势衰微，受到大食的控制是可以确定的。同样在慧超的记载中，我们也可以看到，罽宾、谢䫻等仍保持相对独立，唐朝于720年也遣使册封该地区包括罽宾、谢䫻在内的数个王公。

### 突骑施
8世纪初，突骑施在西域兴起，虽一度被后突厥击败，但716年后，随着默啜的去世，后突厥势力退出西域，苏禄集结部众，自立为可汗，称雄西域，与阿拉伯帝国展开了新的征战。吐火罗方面，715年屈底波死后，叶护政权的独立性似乎有所加强，在此后的十几年里，十几次向唐朝贡，还得到了唐朝的册封（729年），这应该是是吐火罗叶护希望借唐朝势力对抗阿拉伯帝国的战略的体现。较有代表性的是開元十五年（727-728年）的一次上书：
奴身罪逆不孝，慈父身被大食统押，应彻天聪，颂奉天可汗进旨云：大食欺侵，我即与你气力。奴身今被大食重税，欺苦实深，若不得天可汗救活，奴身自活不得，国土必遭破散。……又承天可汗处分突骑施可汗云：西头事委你，即须发兵除却大食。其事若实，望天可汗却垂处分……——《册府元龟·卷九百九十九 外臣部·请求》
突骑施可汗苏禄与阿拉伯帝国展开了长期的战争，其中也涉及吐火罗地区，阿拉伯史料载：苏禄派人向阿拉伯帝国的呼罗珊总督阿萨德·本·阿卜杜拉·盖斯里喊话，称珂咄罗（骨咄）是他祖辈传下来的土地，珂咄罗实际也属于苏禄的势力范围。717年、719年、721年，苏禄数次击败进攻河中地区的阿拉伯军，吐火罗和河中地区诸国在这一时期与唐朝的交往也更加频繁，724年，苏禄在著名的渴水日战役中再次打败阿拉伯军。727年，苏禄还曾派军攻下了吐火罗地区重镇缚喝，731年，呼罗珊总督朱奈德进攻吐火罗，苏禄则进攻河中，迫使其退军。唐朝对突骑施的战斗抱着积极的态度，试图把突骑施培养成对抗阿拉伯帝国的盾牌。
公元705年，吐火罗叶护阿史那都尼利派遣弟弟仆罗入朝长安，此后便“留宿卫”，他于開元六年（718年）上书朝廷，列举了吐火罗叶护的势力范围与对唐的功绩，以此请求授予自己更高的官位，见于《册府元龟》：
（開元）六年十一月丁未（718年12月13日），阿史特勒僕羅上書訴曰：僕羅兄吐火羅葉護部下管諸國王、都督、刺史，總二百一十二人。谢䫻國王，統領兵馬二十萬；罽宾國王，統領兵馬二十萬眾；骨吐國王、石汗那國王、解蘇國王、石匿國王 、悒達國王、護密國王、護時健國王 、範延國王、久越德建國王、勃特山王各領五萬眾。僕羅祖父已來，並是上件諸國之王，蕃望尊重。仆罗兄般都泥利承嫡继袭，先蒙恩敕，差使持节就本国册立为王。
 ——《册府元龟·卷九百九十九 外臣部·请求》

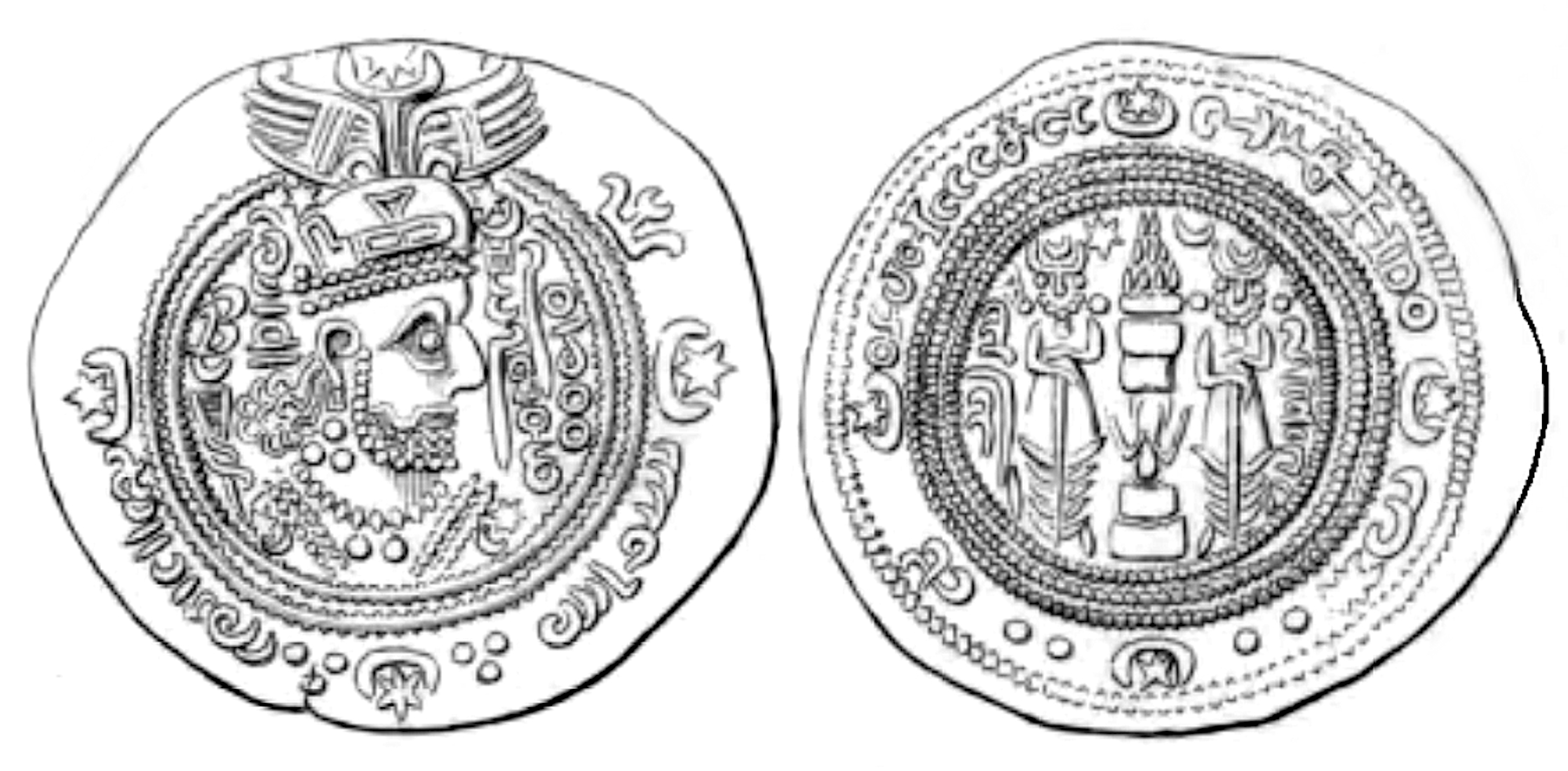
一位名叫护时健的朱拉德（巴克特里亚语：ζoλooo γωζoγoνo，中文名无载）的王公铸造的硬币，他是护时健的一位君主，可能是吐火罗叶护的附庸，硬币约制作于688年

阿史那仆罗在上书中描述了吐火罗叶护的势力范围，说自其祖父（可能就是呾度设）以来吐火罗叶护就控制着周围诸小国，但这更可能是705年屈底波进攻前的情况，仆罗本人可能就是为了求援而前往长安的，他的哥哥叶护也于710年被阿拉伯人俘虏，带到大马士革囚禁，这里列出的附庸国，实际也与唐朝等有着独立的交往，多次被唐朝册封。

### 终结
7世纪30年代后，吐火罗叶护政权又遭到重大打击，其起因在于唐朝与突骑施交恶，其事发生于734-736年，北庭都护刘涣擅自杀害突骑施使者是其导火索，而双方长期绢马贸易中产生的冲突则是其内部原因，突骑施随之进攻安西四镇，唐玄宗也随即部署反击。唐朝除向安西增兵外，还命令吐火罗地区的“诸国王、叶护”进攻突骑施，甚至令安西都护遣使商议与阿拉伯帝国合力消灭突骑施，呼罗珊总督阿萨德欣然应允，双方约定从勃达岭（今新疆别迭里山口）、吐火罗两个方向进攻苏禄，735年夏秋之间，使者返回唐朝，阿萨德许诺第二年四月出兵。
据塔巴里的记载，阿萨德于736年将呼罗珊的首府从末禄迁到缚喝，同时将其属下部队几乎全部带到缚喝，随后于5-6月间攻打吐火罗叶护领地，杀死了叶护，但安西唐军因故并没有与他配合进军。次年他又进攻吐火罗地区的骨咄，引得苏禄率军南下，这是又有一个新立的吐火罗叶护站在苏禄一方参加了战斗，但最终苏禄在哈里斯坦战役中惨败，回国后不久被杀，突骑施衰落。
战后，吐火罗叶护政权仍然存在，与唐朝仍有着朝贡交往，40年代，阿拉伯帝国随着呼罗珊地区旨在推翻倭马亚王朝的阿拔斯运动的爆发而无力东侵，相反，唐朝则多次出兵大勃律，与吐蕃争夺葱岭以南地区的势力范围，745年后，唐在葱岭以南的势力有所恢复，甚至叶护南边的罽宾国王也得到了册封。
在这种形势下，吐火罗叶护于天宝八载（749年）向唐朝上书，称“臣邻境有一胡，号曰「朅师」。居在深山，恃其险阻，违背圣化，亲辅吐蕃”，请求唐朝出兵攻打朅师。次年，安西节度使高仙芝应约出兵，攻破朅师，俘虏其国王，凭借在葱岭地区的数次胜利，高仙芝被阿拉伯人称作“中国山岭之主（Sahib jibal al-sin）”。
之后吐火罗叶护在中国记载中只出现几次，怛罗斯战役后，吐火罗仍有朝贡的记录。而吐火罗叶护最后一件见于中国史料的事迹，则是在安史之乱爆发后，于758年8-9月率军入朝救援，《册府元龟》载“吐火罗叶护乌那多并九国首领来朝，请助国讨贼，帝令赴朔方行营。”，之后就再无记载，这显然是由于安史之乱后唐朝势力衰弱，退出中亚。
之后吐火罗地区主要被阿拉伯帝国阿拔斯王朝控制，吐蕃与之发生过一些争斗，8世纪60年代后期，吐火罗地区也爆发过几次叛乱，阿拉伯军平叛后，当地居民开始普遍皈依伊斯兰教，识匿、护蜜以西的吐火罗地区成为阿拉伯帝国的领土，吐火罗叶护的名号不见于记载，可能就在这个时期灭亡。

## 与周边势力的关系

### 唐朝、吐蕃
吐火罗叶护政权与唐朝保持着密切的联系，吐火罗叶护于661年被册为月氏都督，于729年被册封为“吐火罗叶护，悒怛王”，再被阿拉伯帝国进攻时，曾多次求援，叶护之弟入朝并留在了长安，唐军于750年应吐火罗请求攻打了朅师，758年，吐火罗叶护曾派兵支援唐朝。朝贡方面，据《册府元龟》记载，吐火罗在贞观九年五月（635年6-7月）至乾元元年（758年）间，曾遣使朝贡二十多次，贡品包括狮子、鸵鸟、药品乃至高僧、“解天文人”等。
吐蕃也与吐火罗叶护有所交往，护蜜（今瓦罕走廊一带）-吐火罗是中外交往的一条重要道路，也是吐蕃西出西域、联系碎叶的一大通道，吐蕃在西域扶植的傀儡突厥可汗阿史那仆罗、阿史那俀子可能与吐火罗叶护家族有血缘联系，战败的阿史那俀子可能逃到了吐火罗。704年，吐蕃曾与吐火罗数王公出兵进攻阿拉伯帝国，叶护可能有参与。

### 波斯
萨珊波斯在被阿拉伯帝国征服后，其残余势力与吐火罗叶护有着不少联系，见于不少中国史料：
伊嗣俟不君，为大酋所逐，奔吐火罗，半道，大食击杀之。子卑路斯入吐火罗以免。遣使者告难，高宗以远不可师，谢遣。会大食解而去，吐火罗以兵纳之。
 
龙朔初，又诉为大食所侵，是时天子方遣使者到西域分置州县，以疾陵城为波斯都督府，即拜卑路斯为都督。俄为大食所灭。虽不能国，咸亨中犹入朝，授右武卫将军，死。始，其子泥涅师为质，调露元年，诏裴行俭将兵护还，将复王其国。以道远，至安西碎叶，行俭还。泥涅师因客吐火罗二十年，部落益离散。景龙初，复来朝，授左威卫将军。病死。——《新唐书·卷二百二十一下　列傳第一百四十六下　西域下》
651年，波斯王伊嗣俟三世在被阿拉伯军队追赶，逃往吐火罗的途中在木鹿被杀，同年，吐火罗又发兵救援，这可能是吐火罗叶护的行动，也有可能是避居吐火罗的乙毗咄陆可汗。随后，伊嗣俟之子俾路斯统领波斯残余势力，以疾陵城为中心继续抵抗，与吐火罗叶护一同被册为羁縻都督，661-662年间，被赶出波斯，随后很可能寄居吐火罗，674-675年间前往长安。后其子泥涅师被册封为波斯王，由裴行俭送归波斯，但唐军只把他送到了碎叶，随后泥涅师就在吐火罗叶护领地居住，到屈底波进攻吐火罗之后，又逃回长安。
数年后，中国史料记载中出现了新波斯王勃善活，他是泥涅师的亲戚，仍与吐火罗、突骑施联合，做了反抗阿拉伯帝国的斗争，参加了729年苏禄与阿拉伯人的战斗。

### 拜占庭帝国
中国史书记载，拂菻（拜占庭帝国）于719年向唐朝派遣使者，当时正值皇帝利奥三世在位，他在717年击败了阿拉伯人，这些使者可能经过了吐火罗叶护领地和罽宾国，罽宾的后来的一位王公在中文记载中被称为“拂菻罽婆”。按中文史料说法，是拜占庭皇帝“派遣”吐火罗向唐朝贡：
開元七年正月，其（拂菻）主遣吐火羅大首領獻獅子、羚羊各二。不數月，又遣大德僧來朝貢。——《旧唐书·卷一百九十八 列傳第一百四十八: 西戎》
（開元七年六月）吐火罗国支汗那王帝赊上表献解天文人大慕阇：其人智慧幽深，问无不知，伏乞天恩，唤取慕阇亲问，臣等事意及诸教法。知其人有如此之艺能，望请令其供奉，并置一法堂，依本教供养。——《册府元龟·卷九百七十一 外臣部（十六）·朝贡第四》
这里提到“解天文人”，沙畹认为，此人可能是个摩尼教教士，甚至可能是第一个到中国的摩尼教士。

## 政治
吐火罗叶护最初是因按突厥传统，任命可汗子弟统治新征服地区而形成的，叶护是突厥人的一个高贵头衔，承担一个方面的责任，后来或许相当于西突厥的“南面小可汗”，但这一政权似乎很快就开始与中央离心而独立行动、外交。从上书来看，叶护之弟阿史那仆罗自称是特勤，表明吐火罗叶护政权可能延续了突厥汗国的官制。后吐火罗叶护被册封为唐朝月氏都督，但这似乎对吐火罗的内政基本没有影响，这一都督名号也只有册封一次记载，7世纪70年代后期，包括吐火罗叶护在内的诸国都恢复了本国名，唐在岭右的羁縻体制逐渐解体。
据阿史那仆罗的上书，在吐火罗国内可能还保留有都督、刺史之称。后期进入阿拉伯帝国势力范围后，应该要缴纳吉兹亚（异教税），对于中亚诸国来说，是沉重的经济负担，阿拉伯帝国在中亚强力推行伊斯兰教时，往往就会引起包括吐火罗叶护在内的诸国的反抗及向突骑施、唐朝的求援，如727年呼罗珊总督下令改信伊斯兰教者免人头税，后因收入锐减，又改为行割礼者才可免税，这就激起了吐火罗叶护的上书求援。
吐火罗叶护政权及其附属国，都是以突厥君主、军队统治当地的吐火罗后裔、嚈哒人，这种情况下，当地人民开始了突厥化进程，但在各地区的速度、程度有所不同，叶护直接统治的阿缓城地区突厥化应是最快的；缚喝地区是吐火罗人聚居之地，突厥化较慢，但8世纪初被阿拉伯帝国占领，后逐渐伊斯兰化；而在今瓦罕等地区，吐火罗人族群仍有较强的独立性，甚至今天仍有说东伊朗语的族群存在。

### 附属
《大唐西域记》指出，吐火罗地区诸小国都从属于吐火罗叶护，这些小邦的君主也多是突厥人，661年，与吐火罗叶护平级地被唐朝任命为都督。8世纪初阿史那仆罗的上书中说明了吐火罗叶护的势力范围，有十几个附属国，吐火罗叶护是“诸国（附属）之王”，也承认各附属国统治者都是“国王”。反映的更可能是屈底波进攻前的情况，叶护直辖地以阿缓城为中心，诸属国则包括整个吐火罗地区。但这些附属许多都与唐朝有着独立的交往，屈底波进攻后，这些国家多成为阿拉伯帝国的附属，也有靠近葱岭的一些在716年前被吐蕃控制，如护蜜；20年代，随着唐朝、吐蕃、阿拉伯帝国势力的进退，其中许多国家如罽宾、谢䫻等都曾被唐朝册封为王。慧超《往五天竺国传》中并未记载他途径的诸附属国与吐火罗叶护存在宗主关系。
这些附属中，罽宾、谢䫻相对较强大，它们控制的地区在传统意义上的吐火罗之南，罽宾的势力曾到达犍陀罗、乌苌等国。屈底波曾征讨谢䫻，没有太大成效，其仍保持半独立状态，也停止向阿拉伯帝国交纳贡赋。这两国一直存续到9世纪才被萨曼王朝灭亡。

## 经济文化
中文史料中，有一些关于吐火罗风俗、文化、经济情况的记载：
（覩貨邏國，即吐火罗）其俗則志性恇怯，容貌鄙陋。粗知信義，不甚欺詐。語言去就，稍異諸國。字源二十五言，轉而相生，用之備物，書以橫讀自左向右，文記漸多，逾廣窣利。多衣㲲，少服褐。貨用金銀等錢，模樣異於諸國。——《大唐西域记·卷一》
突厥人本来是游牧民族，而吐火罗地区则以城市国家为主，有着较发达的手工业与贸易，突厥人进入吐火罗后，也逐渐转向定居。慧超指出，吐火罗国“足駝、騾、羊、馬、㲲布（布）、蒲桃（葡萄），食唯愛餅（面食）。”，也“食肉及葱蕜等”；穿衣上以皮裘为上等服装，也用㲲布制衣；男人剪须发，女人不剪。
吐火罗叶护政权有自己的铸币，硬币铸造于护时健及今赫拉特和希比尔甘。
《往五天竺国传》指出，吐火罗叶护直辖地与罽宾、谢䫻等国的语言存在着不同，反映了语言复杂的情况。上文《大唐西域记》所提到的“字源二十五言”即二十五个字母，指的是巴克特里亚语的二十三个字母（希腊字母）以及两个复合辅音，这是吐火罗地区本土的文字。除此外，粟特字母是突厥汗国、西突厥汗国时期的通用文字，吐火罗叶护政权应也有使用；而突厥人自己的突厥字母产生于7世纪后期，其使用范围也到达吐火罗地区。
吐火罗地区本就是佛教非常兴盛的地区，吐火罗叶护领地也是西突厥汗国中佛教最发达的地区，《大唐西域记》和《往五天竺国传》对此都有反映，其中前者称吐火罗“大小二乘兼功綜習”，后者则称吐火罗“行小乘法”。吐火罗叶护及其名义上的附属罽宾、谢䫻的统治者等都深信佛法、大修寺庙，见于《往五天竺国传》和《悟空入竺记》的记载。
吐火罗地区也有景教、摩尼教等其他宗教存在，719年，吐火罗叶护向唐朝进贡了“解天文人”，沙畹认为，此人可能是个摩尼教教士，甚至可能是第一个到中国的摩尼教士。另外，《大秦景教流行中国碑》中，碑文下方叙利亚文铭文前四行译文为：“希腊纪元1092年（公元781年），吐火罗缚喝城长老米利斯之子克姆丹京都区之主教耶质蒲吉长老立此石碑。”这个主持建碑、主管长安景教事务的伊斯的父亲就是吐火罗地区缚喝人。

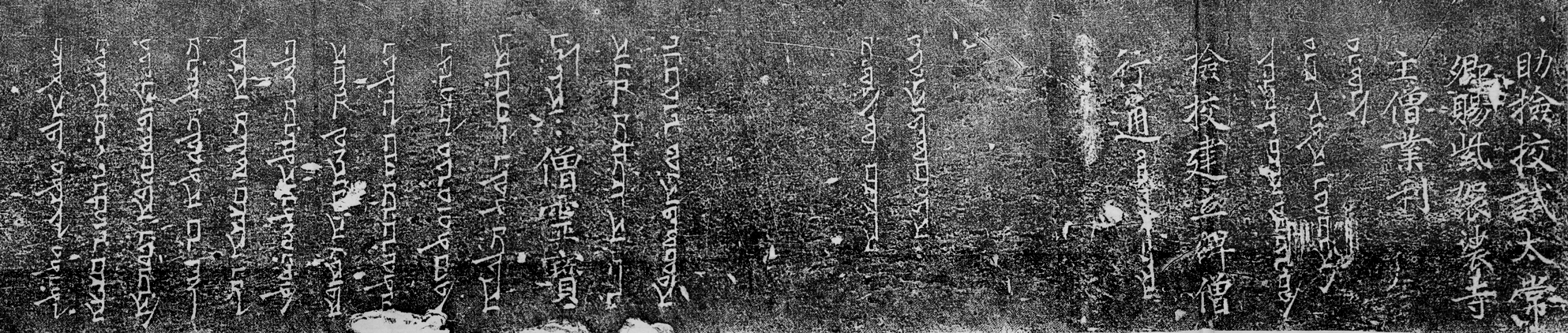
《大秦景教流行中国碑》上下方的叙利亚文铭文

## 吐火罗叶护时期的当地艺术
7-8世纪，吐火罗地区的艺术有相当高的水平，这要归功于佛教艺术的不断发展，以及波斯文明的输入。这一时期的阿富汗艺术相当成熟，也有多元的风格，与丝绸之路上其他艺术珍品，如新疆的克孜尔千佛洞有相似之处，这些艺术品也离不开当地突厥人的赞助。

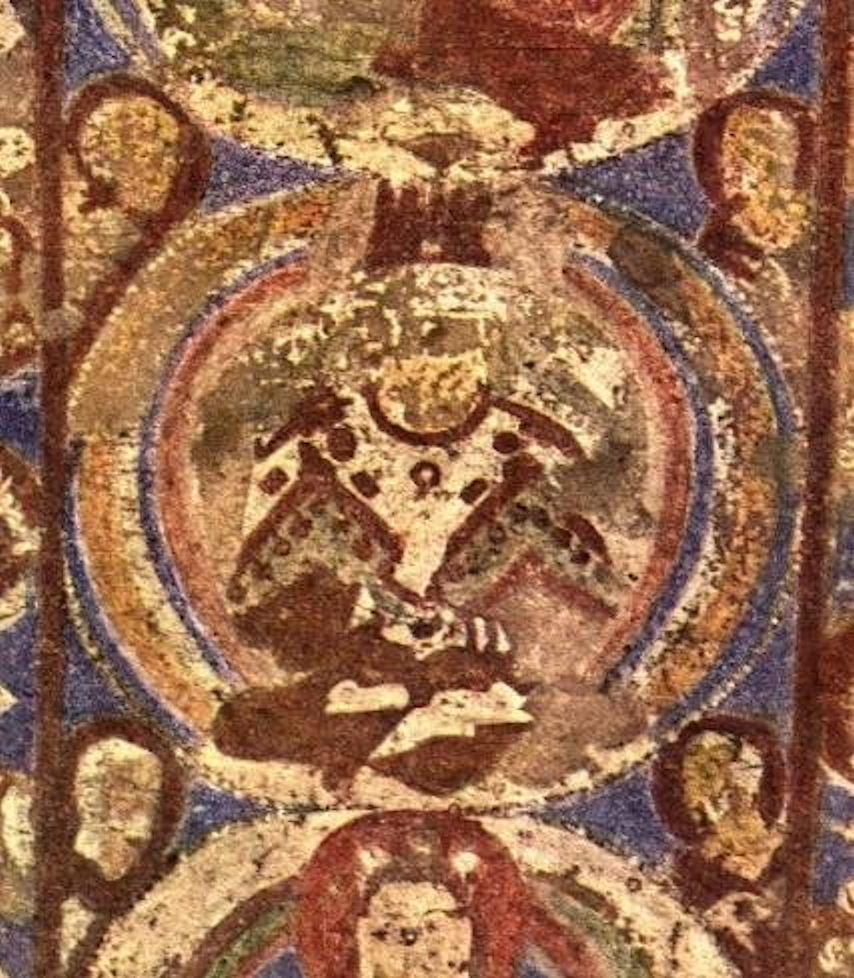
巴米扬壁画中穿长袍，戴冠冕的佛，绘制于7世纪
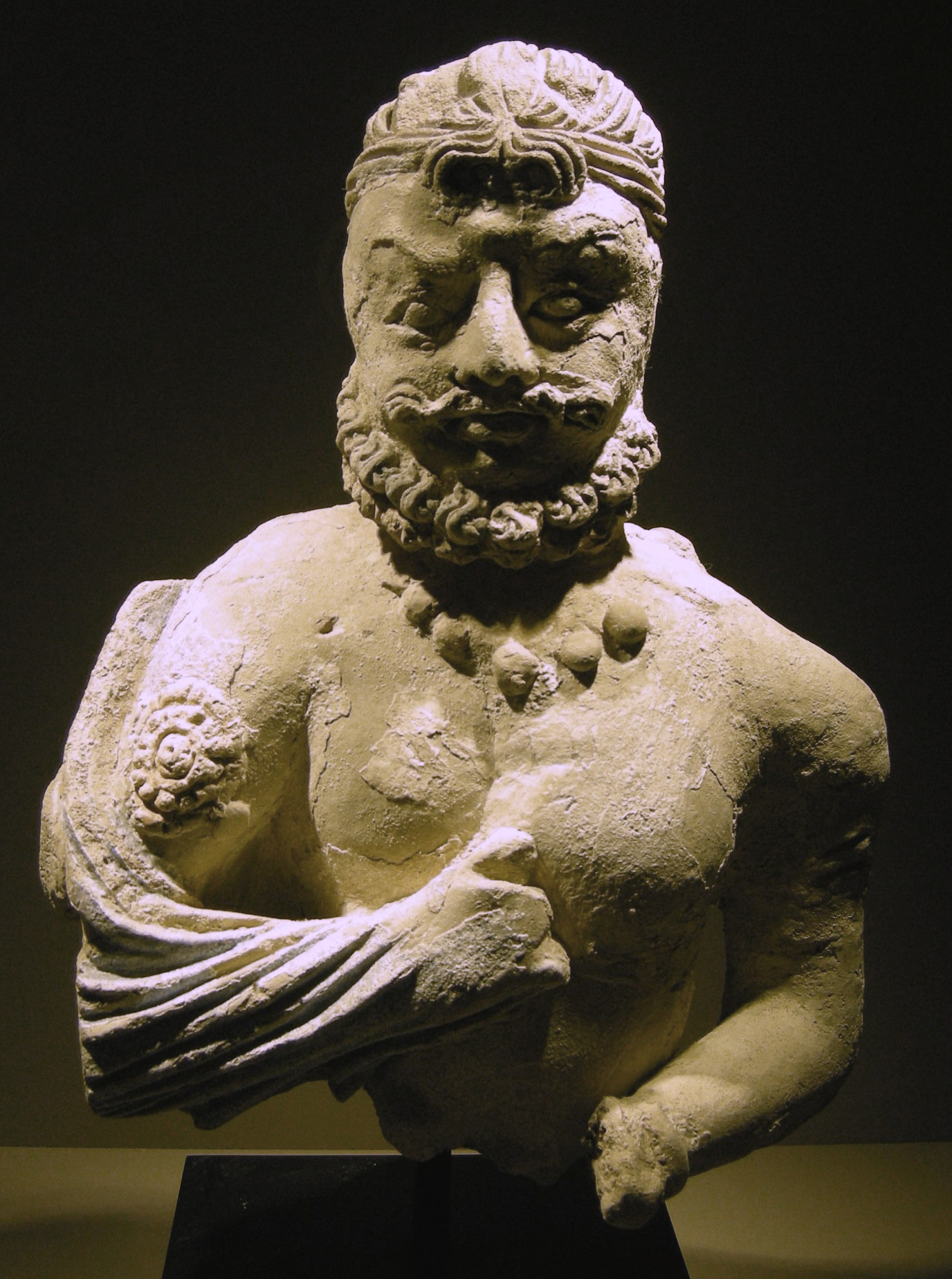
男性塑像，7-8世纪制作于吐火罗
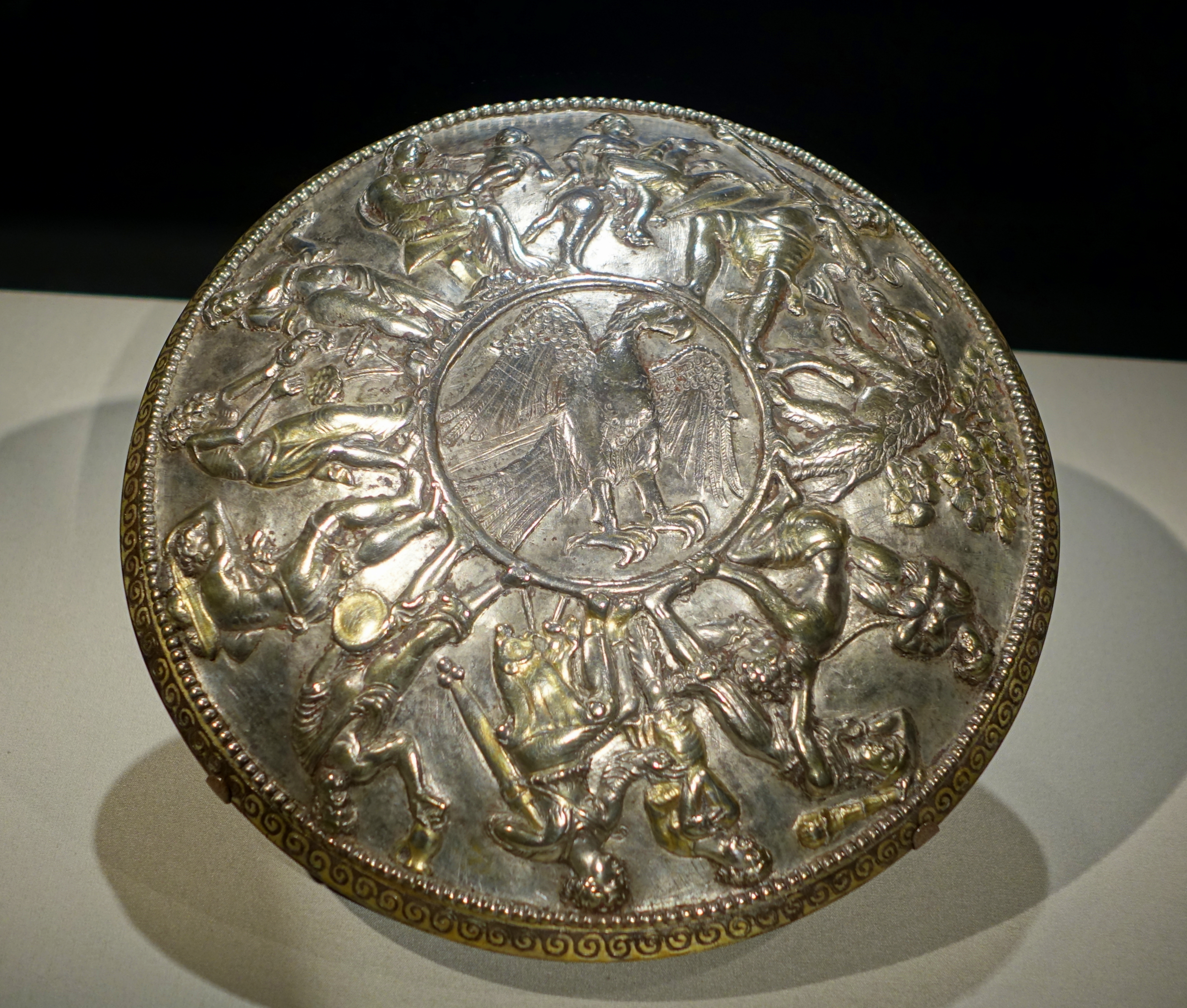
可能制作于今阿富汗境内的浅碗，发现于印度西北部，制作于5-7世纪
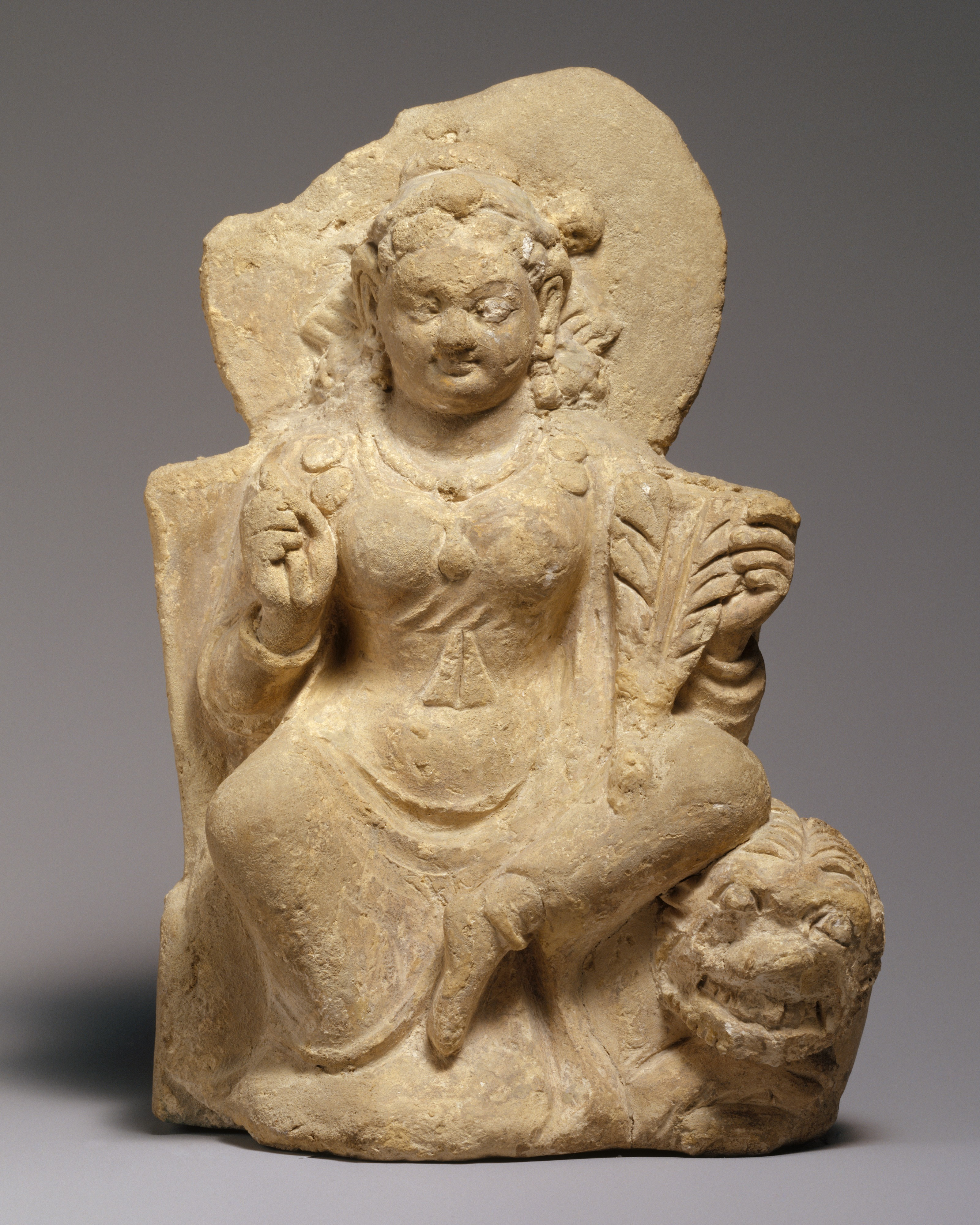
坐在狮子上的女神娜娜（英语：Nana (Bactrian goddess)），5-6世纪制作于阿富汗，可能是嚈哒或突厥统治时制作的

### 佛教艺术
吐火罗地区的佛教在突厥人统治下得到了发展，突厥王公和民众主要信仰小乘佛教。吐火罗地区有许多7-8世纪的佛教遗迹，如卡莱·卡菲尔尼甘、阿迪纳·帖佩、希什特·帖佩（Khisht Tepe）、卡菲尔·卡拉（又称希什特·帖佩（Khisht Tepe））等，这些遗迹中保存着一些佛教艺术珍品。

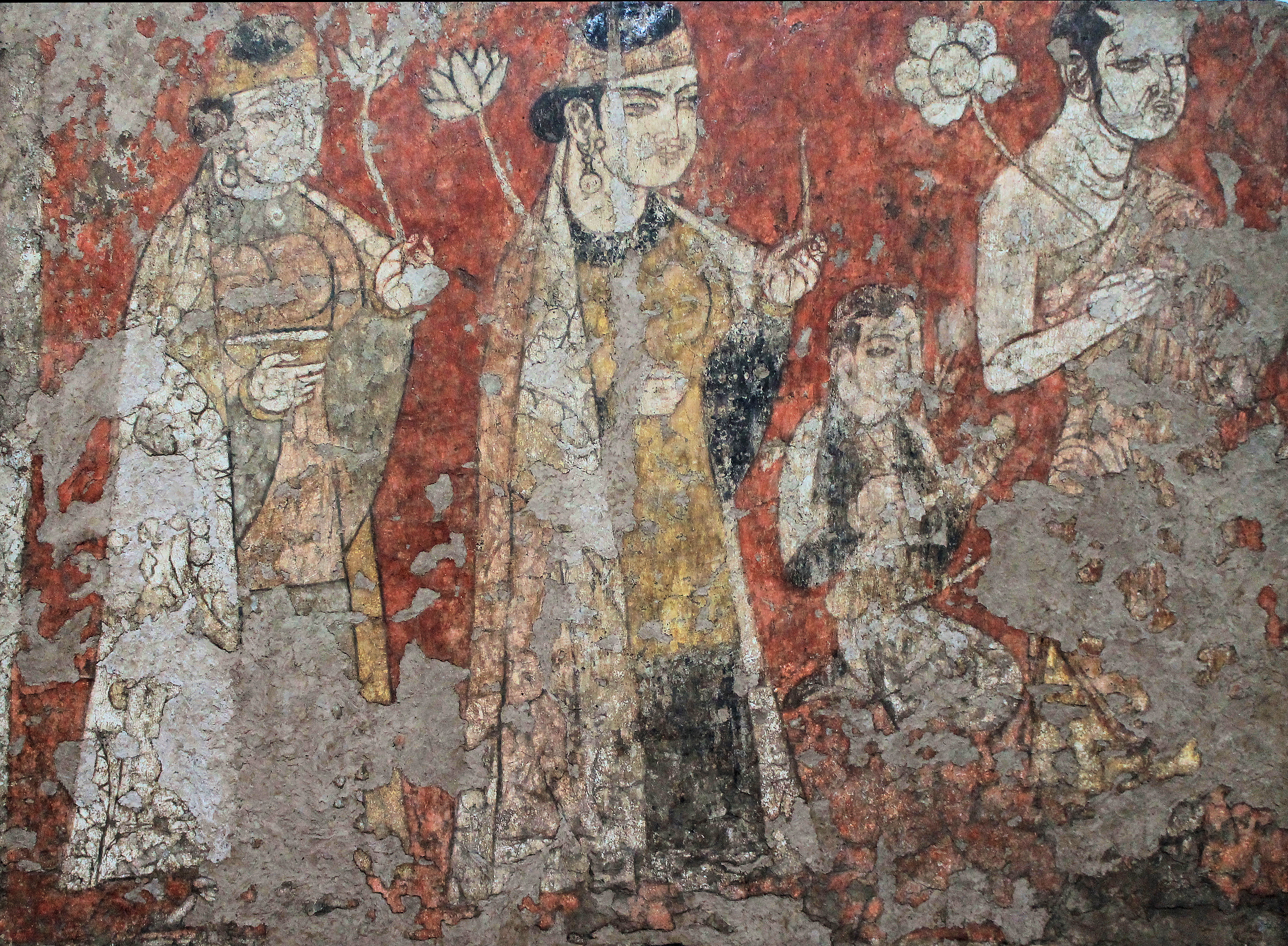
来自卡莱·卡菲尔尼甘（英语：Kalai Kafirnigan）的佛教壁画，绘制于7世纪或8世纪早期，现藏于塔吉克斯坦国家古物博物馆（英语：National Museum of Antiquities of Tajikistan）
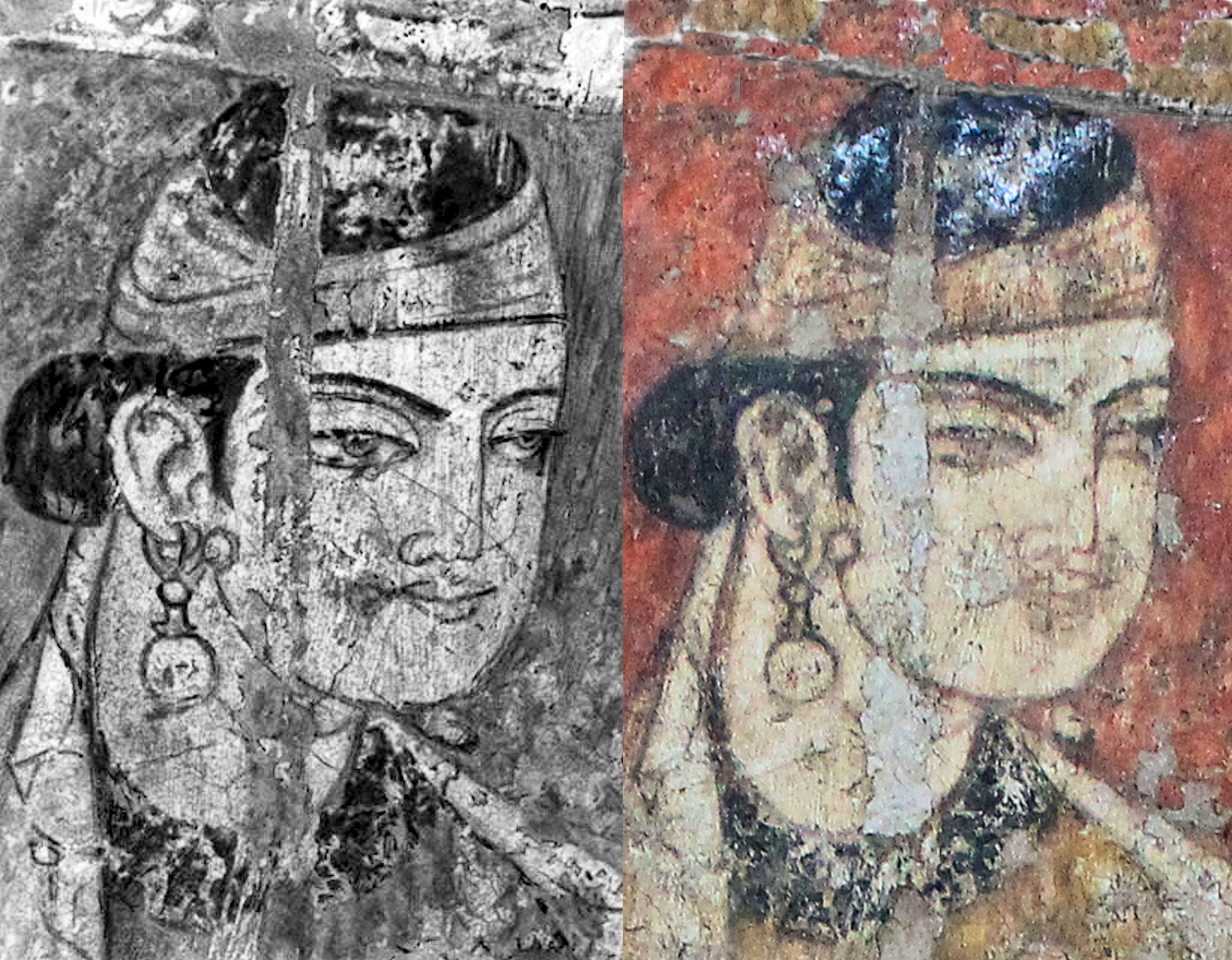
卡莱·卡菲尔尼甘（英语：Kalai Kafirnigan）的女性供养人图
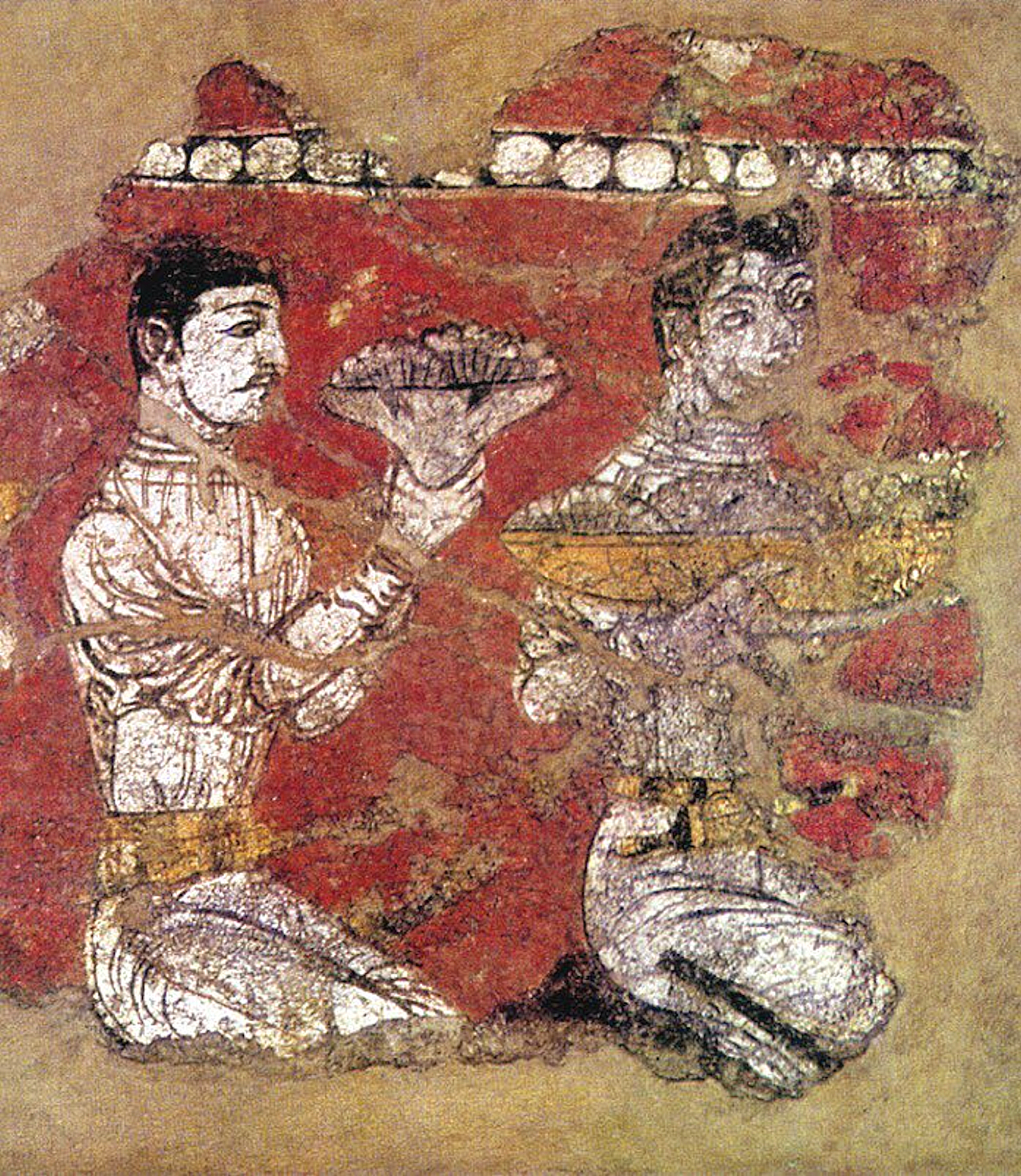
阿迪纳·帖佩（英语：Ajina tepe）的佛教壁画，绘制于7-8世纪
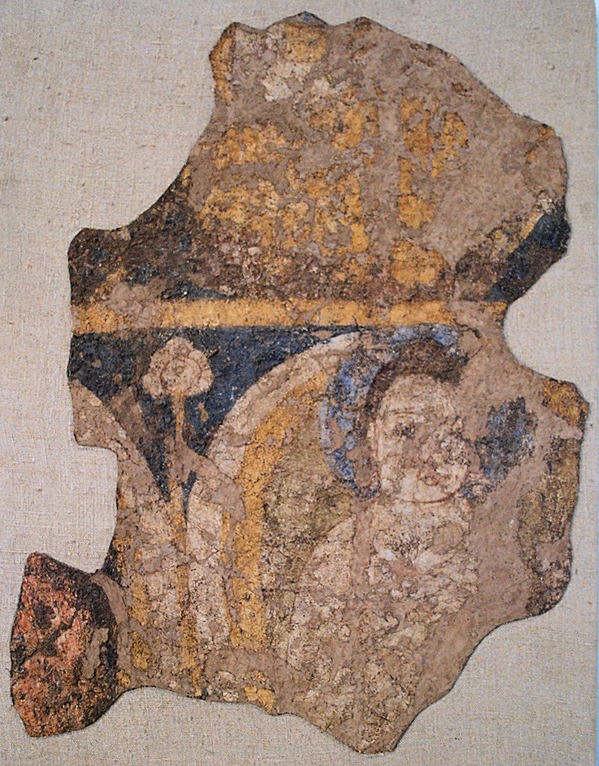
阿迪纳·帖佩（英语：Ajina tepe）的佛寺遗址中的壁画

另外，巴米扬大佛旁的壁画中有一些男性供养人穿着双翻领的卡夫坦长袍（突厥装束），这些壁画可能与吐火罗地区的突厥人有关。

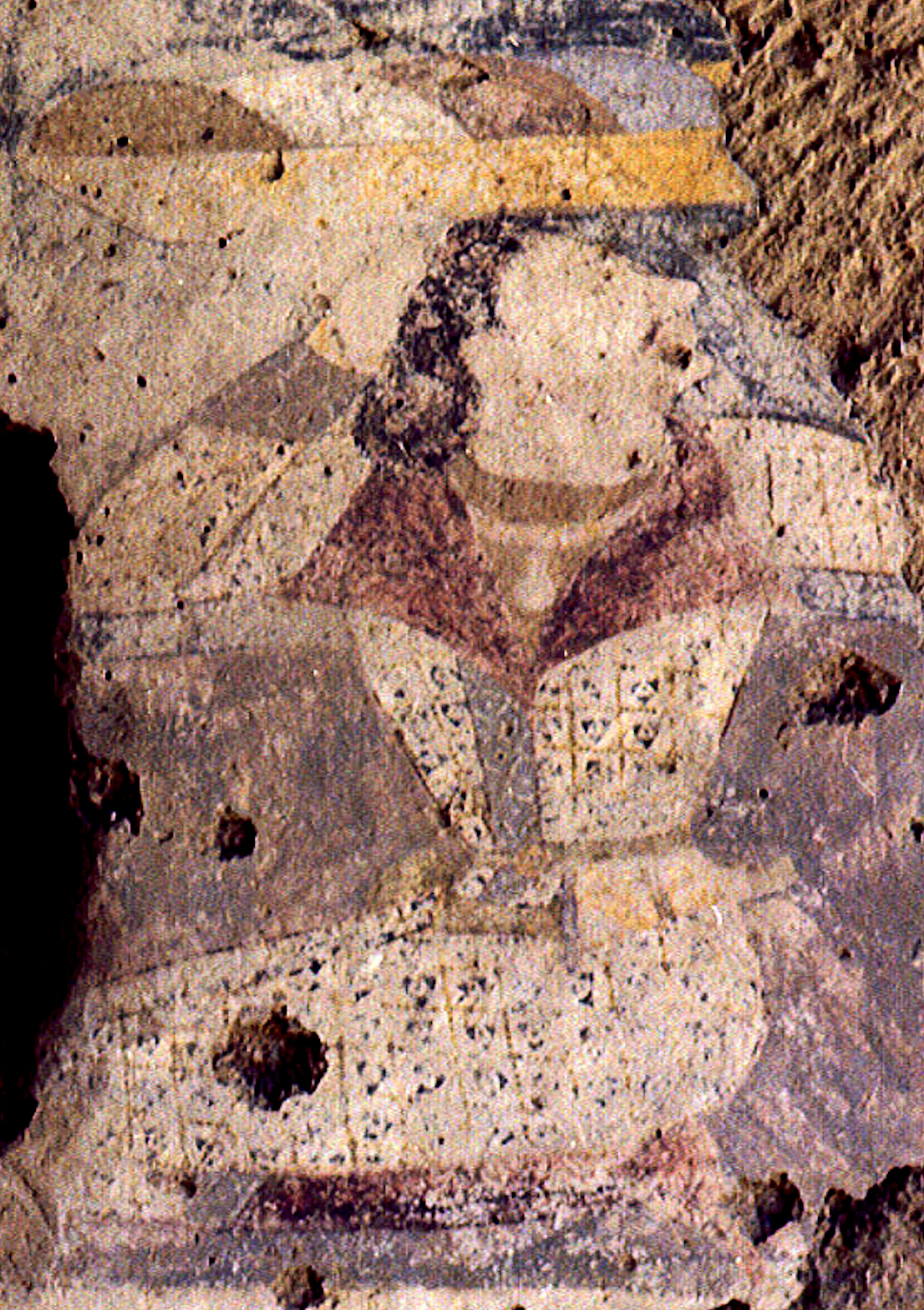
穿双翻领卡夫坦长袍的供养人
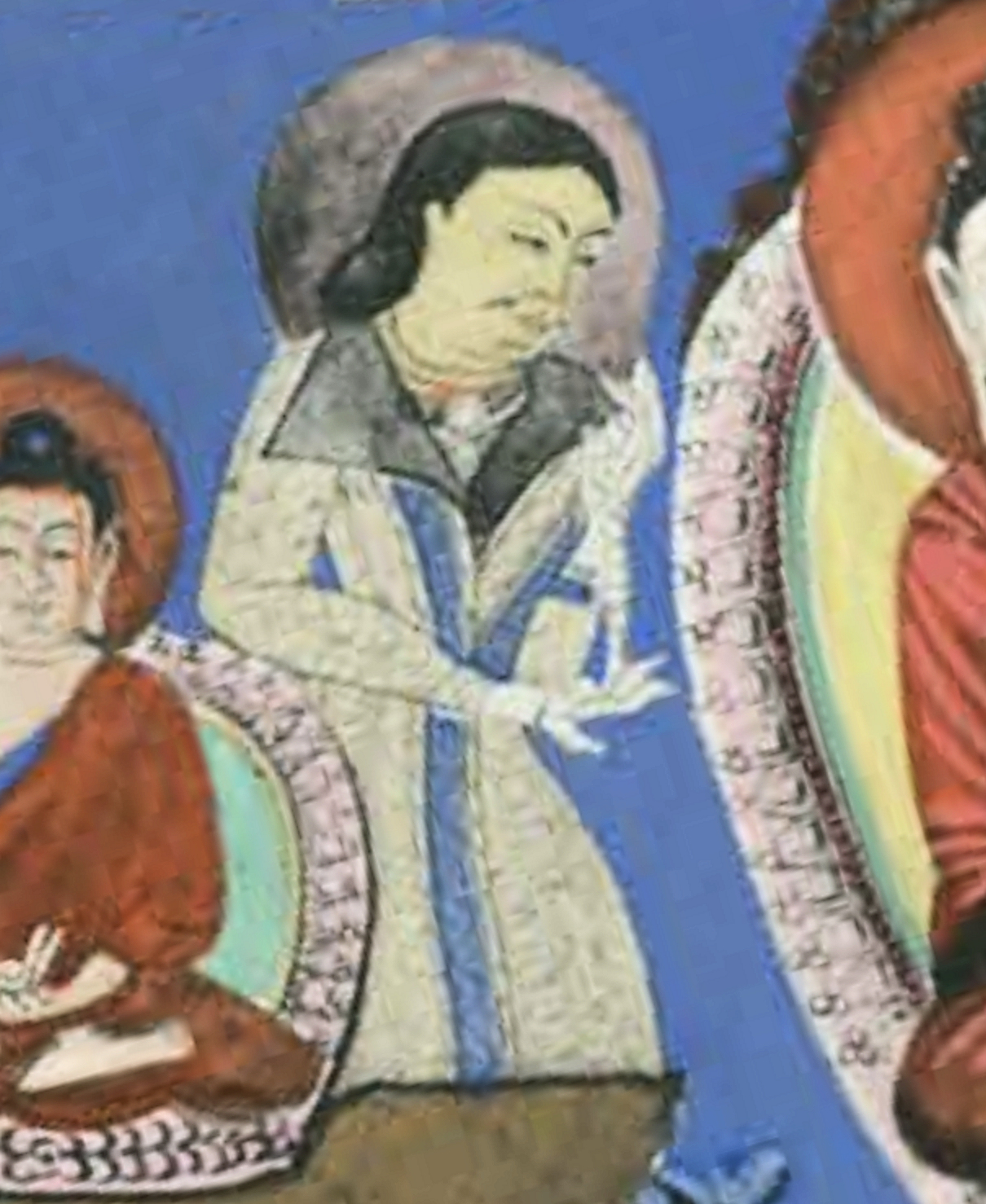
在佛旁边的穿双翻领卡夫坦长袍的供养人

## 世系
学者王欣拟出了吐火罗叶护政权几个可考君主的大致统治时间，薛宗正则拟出了这些统治者名字的突厥文写法。
| 汉文称呼           | 统治开始时间 | 统治结束时间 |
| ------------------ | ------------ | ------------ |
| 呾度设             | 约619年      | 630年        |
| 阿史那沙钵罗       | 630年？      | ？           |
| 阿史那乌湿波       | 630年？      | ？           |
| 阿史那都泥利       | ？           | 709年        |
| 阿史那支汗那       | 约719年      | 约729年      |
| 阿史那骨咄禄颉达度 | 约729年      | 736年        |
| 阿史那失里忙伽罗   | 736年后      | 758年以前    |
| 阿史那乌那多       | 758年以前    | ？           |

## 引用
1. 1 2 3 4 5 6  王钦若 2006，卷九百九十九 外臣部·请求
2. 1 2 3  王欣 2017，第172-175頁
3. 1 2 3 4 5 6 7 8  余太山 2016，第71-82頁
4. ↑  王欣 2017，第142-160頁
5. 1 2 3 4  岑仲勉 1958，第142-152頁
6. ↑  Akasoy, Burnett & Yoeli-Tlalim 2011，第55頁
7. ↑  王欣 2017，第130-133頁
8. ↑  Dani & Litvinsky 1996，第367頁
9. 1 2  王欣 2017，第135頁
10. 1 2 3 4  Dani & Litvinsky 1996，第368頁
11. ↑  岑仲勉 1958，第113-114頁
12. 1 2  魏徵 1997，卷八十四·列传第四十九
13. ↑  王欣 2017，第135-136頁
14. ↑  Rezakhani 2017，第177頁.
15. ↑  Rezakhani 2017，第178頁.
16. ↑  岑仲勉 1958，第138-139頁
17. ↑  岑仲勉 1958，第206頁
18. ↑  王欣 2017，第137頁
19. ↑  Chavannes 2006，第196頁
20. 1 2 3 4 5 6  Dani & Litvinsky 1996，第370–375頁
21. ↑  王欣 2017，第162頁
22. 1 2   . 维基文库 （中文）.
23. 1 2   . 维基文库 （中文）.
24. 1 2 3 4  王欣 2017，第140頁
25. ↑   . 维基文库 （中文）.
26. ↑  Watters 1975，第107頁
27. 1 2 3  王欣 2017，第162-165頁
28. ↑  Vondrovec 2014，第265頁
29. 1 2 3 4  Dani & Litvinsky 1996，第371-375頁
30. 1 2  薛宗正 1992，第336-337頁
31. 1 2 3 4 5  薛宗正 1992，第367-369頁
32. 1 2  王欣 2017，第153-155頁
33. 1 2 3  欧阳修 1975，卷四十三下
34. ↑  薛宗正 1992，第608-610頁
35. ↑  王小甫 1992，第94-97頁
36. ↑  薛宗正 1992，第617-618頁
37. ↑  王小甫 1992，第96頁
38. 1 2  薛宗正 1992，第623頁
39. ↑  薛宗正 1992，第627-628頁
40. ↑  王欣 2017，第167頁
41. 1 2 3 4 5  王小甫 1992，第140-143頁
42. 1 2 3 4 5 6 7  薛宗正 1992，第648-650頁
43. ↑  王小甫 1992，第96-97頁
44. 1 2 3 4 5 6  慧超 1994
45. 1 2  王欣 2017，第167-169頁
46. 1 2  王小甫 1992，第151-153頁
47. ↑  王小甫 1992，第165-166頁
48. ↑  王欣 2017，第172-175頁
49. ↑  王小甫 1992，第137-138頁
50. ↑  薛宗正 1992，第670-673頁
51. ↑  薛宗正 1992，第675-677頁
52. ↑  王欣 2017
53. 1 2  王欣 2017，第163頁
54. ↑  H. H. WILSON & M.A. F.R.S 1841
55. 1 2  薛宗正 1992，第678-683頁
56. 1 2  王小甫 1992，第171-175頁
57. 1 2 3 4  王欣 2017，第176-179頁
58. ↑  王小甫 1992，第176頁
59. 1 2  王小甫 1992，第184-186頁
60. ↑  王钦若 2006，卷九百七十三 外臣部·助国讨伐
61. ↑  王小甫 1992，第210-213頁
62. ↑  王钦若 2006，卷九百七十 外臣部·朝贡三-卷九百七十一 外臣部·朝贡四
63. ↑  王小甫 1992，第122頁
64. ↑  王小甫 1992，第129-130頁
65. ↑  王小甫 1992，第135-136頁
66. ↑  王小甫 1992，第138頁
67. ↑  欧阳修 1975，卷二百二十一下
68. ↑  薛宗正 1992，第613頁
69. ↑  王小甫 1992，第91頁
70. ↑  王小甫 1992，第95-98頁
71. 1 2  薛宗正 1992，第674-675頁
72. ↑  Kim 2015，第58-59頁
73. ↑  劉昫 1975，卷一百九十八 列傳第一百四十八: 西戎
74. ↑  王钦若 2006，卷九百七十一 外臣部（十六）·朝贡第四
75. 1 2 3  王小甫 1992，第178頁
76. ↑  薛宗正 1992，第120頁
77. ↑  王欣 2017，第155頁
78. ↑  王欣 2017，第180-181頁
79. ↑  . Pro.geo.univie.ac.at.   [July 22, 2017]. （原始内容存档于2021-03-10）. 参数|newspaper=与模板{{cite web}}不匹配（建议改用{{cite news}}或|website=） (帮助)
80. ↑  林梅村. . 中国钱币. 1993, (04): 3-8+81  [2021-02-03]. doi:10.13850/j.cnki.chinum.1993.04.001. （原始内容存档于2021-02-17）.
81. 1 2  薛宗正 1992，第708-711頁
82. 1 2  薛宗正 1992，第735-737頁
83. ↑  王欣 2017，第182頁
84. ↑  Compareti 2008，第133頁
85. 1 2  Bosworth 2017，第145頁
86. ↑  Wong 2018，第78頁
87. ↑  Gunter & Jett 1992，第148-152頁
88. ↑  . www.metmuseum.org.   [2021-01-24]. （原始内容存档于2021-01-29）.
89. 1 2 3 4  Baumer 2018，第203-204頁
90. ↑  Litvinskij 1981，第35-66頁
91. ↑  薛宗正 1992，第789頁

### 一手资料
- 魏徵. . 北京: 中華書局. 1997. ISBN 9787101003161.
- 劉昫. . 北京: 中華書局. 1975. ISBN 9787101003192.
- 欧阳修. . 北京: 中華書局. 1975. ISBN 9787101003208.
- 王钦若. . 周勛初等校訂. 南京: 鳳凰出版社. 2006. ISBN 9787806435861.
- 季羡林 (编). . 北京: 中華書局. 2000. ISBN 7-101-02453-X.
- 慧立. 高永旺 , 编. . 北京: 中華書局. 2018. ISBN 9787101128758.
- 慧超. 张毅 , 编. . 北京: 中華書局. 2000. OCLC 676721444.

### 论文
- 余太山. . 贵州师范大学学报(社会科学版). 2016, (2016年第04期)  [2020-11-23]. doi:10.16614/j.cnki.issn1001-733x.2016.04.009. （原始内容存档于2022-01-16）.
- Kuwayama, Shoshin. . East and West. 2005, 55 (1/4)  [2020-11-14]. ISSN 0012-8376. （原始内容存档于2021-02-17）.
- Compareti, Matteo. . Studio Editoriale Gordini. 2008: 133.
- Litvinskij, B. A.  (PDF). East and West. 1981, 31 (1/4): 35–66. ISSN 0012-8376.

### 现代专著
- 岑仲勉. . 上海: 中華書局. 1958. ISBN 9787101041897.
- 王欣. . 商务印书馆. 2017. ISBN 9787100130004.
- 王小甫. . 北京: 北京大学出版社. 1992. ISBN 7301019629.
- 薛宗正. . 北京: 中国社会科学出版社. 1992. ISBN 9787500404323.
- Rezakhani, Khodadad. . Edinburgh University Press. 2017: 1–256  [2020-11-14]. ISBN 9781474400305. （原始内容存档于2021-03-11）.
- Martin, Dan. . Akasoy, Anna; Burnett, Charles; Yoeli-Tlalim, Ronit  (编). . Farnham, Surrey: Ashgate Publishing. 2011: 117–144  [2020-11-14]. ISBN 978-0-7546-6956-2. （原始内容存档于2016-06-10）.
- Dani, Ahmad Hasan; Litvinsky, B. A. . UNESCO. 1996  [2020-11-14]. ISBN 978-92-3-103211-0. （原始内容存档于2022-01-16） （英语）.
- Kim, Hyun Jin. . Routledge. 2015  [2020-11-14]. ISBN 978-1-317-34090-4. （原始内容存档于2021-03-02） （英语）.
- Akasoy, Anna; Burnett, Charles; Yoeli-Tlalim, Ronit, , Routledge, 2011  [2020-11-14], ISBN 978-1-351-92605-8, （原始内容存档于2021-02-17） （英语）
- Baumer, Christoph. . Bloomsbury Publishing. 2018  [2021-01-24]. ISBN 978-1-83860-868-2. （原始内容存档于2021-02-17） （英语）.
- Bosworth, C. Edmund. . Routledge. 2017: 145  [2020-11-14]. ISBN 978-1-351-88087-9. （原始内容存档于2021-02-17） （英语）.
- Wong, Dorothy C. . NUS Press. 2018: 78  [2020-11-14]. ISBN 978-981-4722-59-9. （原始内容存档于2021-06-11） （英语）.
- Gunter, Ann C.; Jett, Paul.  (PDF). Smithsonian Institution, Washin2;ton, D.C. 1992: 148–152  [2020-11-14]. （原始内容存档 (PDF)于2020-10-31）.
- WILSON, H. H; .F.R.S, M.A.  (PDF). THE EAST INDIA COMPANY. 1841  [2021-01-26]. （原始内容存档 (PDF)于2021-02-17）.
- Vondrovec, klaus. . Wien: Verl. der Österr. Akad. der Wiss. 2014. OCLC 895263078.
- Watters, Thomas. . Chinese Materials Center. 1975: 107. ISBN 978-1406713879. OCLC 2959831.
- Chavannes, Edouard. . Classiques des sciences sociales. Chicoutimi: J.-M. Tremblay. 2006. ISBN 9781412354271. doi:10.1522/24885129.

### 其他來源
- Alram, Michael; Filigenzi, Anna; Kinberger, Michaela; Nell, Daniel; Pfisterer, Matthias; Vondrovec, Klaus. . Vienna,Austria: Kunsthistorisches Museum, Coin Cabinet（维也纳艺术史博物馆）. 2012-2013  [1 November 2020]. （原始内容存档于2021-02-17）.
- . www.metmuseum.org. Metropolitan Museum of Art（美国大都会艺术博物馆）.   [2021-01-24]. （原始内容存档于2021-01-29）.